# Régimes législatifs français
Il existe en droit français, trois grands types de régimes juridiques, appelés aussi régimes législatifs, au sein de la République française. Ils définissent la manière dont s'applique le droit national français dans les collectivités territoriales.
- Le premier est le régime ordinaire d'application : tous les actes juridiques adoptés par les autorités nationales s'appliquent automatiquement, de plein droit, à la collectivité territoriale concernée, ce qui n'exclut pas d'éventuelles adaptations (comme pour Paris, Lyon et Marseille). C'est le régime de la France métropolitaine et de la Collectivité territoriale de Corse.

- Le second est le régime de l'identité législative ou régime d’assimilation législative. Il prévoit l'application de plein droit des textes nationaux aux collectivités territoriales d'outre-mer placées sous le régime de l'article 73 de la Constitution, et ouvre explicitement la possibilité d'adaptations « tenant aux caractéristiques et contraintes particulières » de ces collectivités. C'est le régime des départements et régions d'outre-mer (la Guadeloupe, La Réunion et les collectivités territoriales uniques de Guyane, de Martinique, et de Mayotte)[1].

- Le troisième est le régime de spécialité législative ou de spécialité de législation. Ce régime prévoit l'application des actes juridiques nationaux sur mention seulement : un texte national ne s'applique que si les autorités nationales ont décidé de le rendre applicable à telle ou telle collectivité soumise à ce régime. Si cette mention n'est pas faite, le texte ne s'applique pas. Les dispositions statutaires de ces collectivités territoriales sont adoptées sous forme de lois organiques. Toutefois, y compris dans ce cadre, la Constitution française et un certain nombre d'actes fondamentaux sont applicables de plein droit. Ce régime était celui des territoires d'outre-mer (TOM), c'est celui aujourd'hui des collectivités territoriales d'outre-mer (COM), régies par l'article 74, prévu par l'Acte II de la décentralisation. C'est le régime de Wallis-et-Futuna, de la Polynésie française, des Terres australes et antarctiques françaises (TAAF), Saint Barthélémy, Saint-Martin et Saint-Pierre-et-Miquelon. C'est aussi le régime de la Nouvelle-Calédonie (mais de façon profondément spécifique, au sens des articles 75 et 76 du Titre XIII qui lui confère un statut juridique provisoire jusqu'en 2014 pour l'organisation d'un référendum d'autodétermination en vue de l'accession à l'indépendance, et modifie les conditions de citoyenneté et de gestion partagée du territoire)[2].